# Кататренія
Кататренія (грец. тренос (френос) — поховальна або заупокійна пісня) або нічний стогін — це розлад дихання уві сні, що складається з кінцевого інспіраторного апное (затримки дихання) і стогону на видиху під час сну. Назва походить від грецького kata (внизу) і threnia (плакати)[джерело?], і воно описує рідкісний стан, що характеризується монотонними, нерегулярними стогонами під час сну. Кататренія починається з глибокого натхнення. Людина з кататренією затримує дихання на закритій голосовій щілині, подібно до проби Вальсальви. Видих може бути повільним і супроводжуватися звуком, викликаним вібрацією голосових зв'язок, або простим швидким видихом. Незважаючи на повільніше дихання, десатурації кисню зазвичай не відбувається. Людина, яка видає цей звук, зазвичай не помічає звук стогону, але він може дуже турбувати партнерів по сну. Це з'являється частіше під час фази швидкого сну на видиху, ніж у фазі повільного сну.
Кататренія відрізняється як від сомнілоквії, так і від обструктивного апное уві сні (англ. OSA). Звук створюється під час видиху, на відміну від хропіння, яке виникає під час вдиху і інколи видиху.

## Класифікація
Кататренія була визначена як парасомнія в Міжнародній класифікації діагностики та кодування розладів сну (МКРС-2, англ. ICSD-2), але існують дискусії щодо її класифікування. Важливо, що в останній версії Міжнародної класифікації розладів сну (МКРС-3, англ. ICSD-3) кататренія була включена в категорію респіраторних розладів і, таким чином, була вилучена з категорії парасомній, як це було в другій версії класифікатора; тим не менш, дебати щодо природи та класифікації розладу все ще існують.

## Ознаки та симптоми
Сама кататренія не вважається небезпечною для життя.
Партнери в ліжку зазвичай повідомляють, що чують, як людина глибоко вдихає, затримує дихання, а потім повільно видихає; часто з високим писком або стогоном.

### Загальні характеристики у зареєстрованих випадках
Повідомляється про характеристики, спільні для пацієнтів з кататренією. Основні характеристики:
- Голосний звук: звуки зазвичай являють собою коротку або довгу вокалізацію однієї літери (переважно звуки [a], [e], [o] або щось середнє).[5] На відміну від хропіння, яке має лише форманти(Formant), кататренія також має гармоніки та демонструє більш регулярні та подібні моделі між ночами.[10]
- Початок стогоніння: стогін, як правило, починається в дитинстві, підлітковому або ранньому дорослому віці.[11] ICSD-2 встановив вік початку захворювання від 5 до 36 років.[12]
- Послідовність з ночі в ніч.
- З'являються під час видиху: звуки з'являються виключно на видиху[13] і перериваються під час вдиху.
- Неусвідомлення проблеми: пацієнти зазвичай сплять нормально, незважаючи на звуки та зусилля дихати.[13] Однак партнери по ліжку та оточення, з одного боку, стурбовані шумами, що видаються під час сну, а з іншого боку стурбовані патологічним значенням захворювання. Останнє підкреслює важливість запевнення оточення в доброякісності захворювання.[5]
- Немає сприятливих факторів: чітких факторів схильності чи етіології не виявлено.[5]
- Тривалість звуку стогону коливається від двох до 49 с.[7]

Є ще кілька подібностей  серед людей з кататренією, які ще не були належним чином вивчені:
- Багато людей з кататренією згадують, що вони також мають певну форму стресу або тривоги у своєму житті.[11]
- Самі люди з кататренією не відчувають, що вони відчувають апное сну; здається, що затримка дихання контролюється через несвідоме. Десатурація кисню під час епізоду кататренії зазвичай незначна.
- Багато хто брав участь у спортивних заходах у підлітковому та двадцятирічному віці, деякі з яких вимагали затримки дихання, включаючи багато видів спорту, таких як плавання та навіть важка атлетика. Вони знаходять певний рівень комфорту в затримці дихання і часто роблять це під час неспання.
- Були проведені спостереження за випадками затримки дихання під час повсякденної діяльності, яка вимагає концентрації.
- Деякі люди з кататренією пригадали, що мали усвідомлені або стресові сни під час епізодів кататренії під час сну.
- Деякі люди з кататренією скаржаться на біль у грудях після пробудження від сну.

Певні побічні ефекти включають біль у горлі, втома та запаморочення.

### Розбіжності серед зареєстрованих випадків
- Тривалість звуку: тривалість звуку залежить від пацієнта. У той час як ISCD-2 встановив межі від 2 до 49 с,[12] автори описали інші діапазони, включаючи коротку тривалість від 0,5 с.[15] Огляд повідомлених випадків вказує на два типи пацієнтів, звуки яких можуть бути короткочасними (0,5–1,5 с) або більш тривалими (2–20 с).[6] Тим не менш, незрозуміло, чи звуки насправді є поодинокими довгими шумами, фрагментованими короткими видихами.[5]
- Інтенсивність звуку: пацієнти демонструють велику варіабельність інтенсивності звуку в діапазоні від 40 дБ до 120 дБ.[16] Крім того, звуки також можуть бути довгими і тихими, а також короткими і гучними.[8]
- Час початку шуму вночі: ISCD-2 встановив латентність шумів після засипання в діапазоні від 2 до 6 годин.[12] Однак у деяких опублікованих випадках повідомляється, що час появи шумів коротший (3 хв[17]).
- Асоціація з респіраторними розладами.[5]
- Відповідь на лікування безперервним позитивним тиском у дихальних шляхах (CPAP): відповідь на лікування CPAP частково залежить від респіраторних розладів. Пацієнти з респіраторною дисритмією можуть мати незначні або повні відсутності покращень.[5] CPAP у поєднанні з ліками також може дати незадовільні результати.[11][18] Для інших пацієнтів існує чудова відповідь на лікування CPAP (наприклад, для молодих жінок, які страждають на кататренію протягом 5 років,[19] пацієнти з OSA та легеневою гіпертензією[17] та інші[11]).
- Переважання швидкого або швидкого сну: кататренія зазвичай, іноді навіть виключно, виникає під час швидкого сну[3], хоча вона також може виникати в меншій мірі під час швидкого сну. Переважання швидкого або швидкого сну, під час якого виникають шуми, варіюється від пацієнта до пацієнта.[10] У деяких випадках повідомляється про переважання REM, тоді як в інших це навпаки. Інші звіти показали, що звуки можуть виникати в будь-який час під час сну.[16]

## Епідеміологія
У 1983 році був описаний перший випадок кататренії. Розлад є особливо рідкісним, і багато спеціалістів зі сну та отоларингологів досі не знайомі з цим нетиповим режимом сну. Кататренію слід відрізняти від стогону під час епілептичних припадків, центрального апное уві сні, пов'язаного зі сном ларингоспазму, хропіння та стридору. Оскільки лише полісомнографія недостатня, щоб правильно відрізнити кататренію від центрального апное сну, необхідна відеополісомнографія з аудіозаписом, щоб діагностувати кататренію та уникнути помилок. Незважаючи на те, що захворюваність на кататренію може бути недооцінена через неправильні діагнози, установа в Норвегії виявила захворюваність 4 з 1004 (0,4 %) серед пацієнтів із проблемами сну та/або неспання протягом 1-річного періоду. Попереднє дослідження в Японії виявило захворюваність 25 із 15 052 (0,17 %) пацієнтів із проблемами сну та/або неспання впродовж 10-річного періоду.

## Профілактика
Сон у більш вертикальному положенні, здається, зменшує кататренію (а також апное сну).  Вправ, де необхідне рівне дихання (біг, їзда на велосипеді тощо), може зменшити кататренію. З іншого боку, силові вправи можуть погіршити кататренію через схильність затримувати дихання під час виконання вправ. Йога та/або зосереджена на рівному та регулярному диханні, може зменшити кататренію. 
Деякі дані свідчать про те, що безперервний позитивний тиск у дихальних шляхах може бути ефективним засобом лікування кататренії: у дослідженні суб'єкт, який використовував CPAP, значно зменшив звуки, які зазвичай виникали через розлад, який майже зник.

## Причина
Є дебати  про те, чи є причина фізичною чи неврологічною, питання, яке потребує подальшого вивчення.

## Інша нічна вокалізація
Кілька досліджень описували нічну вокалізацію серед тварин, а також повідомляли про деякі випадки у людей, особливо у пацієнтів із хворобою Паркінсона. Нічна вокалізація може бути стогоном, стогоном або різними звуками, які виробляються під час сну, найчастіше зустрічаються кататренія та розмова під час сну.